# Мао Ічан
Мао Їчан (кит.: 毛贻昌; 15 жовтня 1870-23 січня 1920) - китайський селянин і торговець зерном, відомий як батько Мао Цзедуна. Він народився і прожив своє життя в селі Шаошань, провінція Хунань.

## Раннє життя
Народився 15 жовтня 1870 і був єдиною дитиною в сім'ї, батько був селянином і сім'я жила дуже бідно, через що син опинився у боргах. Він був заручений з Вень Цімей, коли їй було тринадцять, а йому десять; весілля відбулося через п'ять років у 1885, коли йому було п'ятнадцять. Через борги батька Їчан повинен був служити протягом двох років у місцевій сянській армії Цзен Гофаня, за цей час він накопичив достатньо коштів, щоб купити більшу частину землі, втраченої його батьком.

## Виховання Мао Цедуна
До народження Цзедуна у Їчана та його дружини було двоє синів, обидва з яких померли в дитинстві. Після народження Мао Цзедуна його батькам за місцевим звичаєм подарували півня.
Через два роки народився другий син, якого назвали Цземінь, а потім третій син, Цзетан, який народився в 1905. Ще дві доньки померли в дитинстві, але сім'я почала виховувати ще одну дочку.
Пізніше Мао Цзедун описав свого батька як суворого прихильника дисципліни, який бив його та його братів та сестер.